# Getafe Club de Fútbol 2020-2021
Questa voce raccoglie le informazioni riguardanti il Getafe Club de Fútbol nelle competizioni ufficiali della stagione 2020-2021.

## Maglie e sponsor
| Casa | Trasferta | Terza maglia |

Sponsor ufficiale: Tecnocasa Group
Fornitore tecnico: Joma

## Organigramma societario

### Staff tecnico
- José Bordalás - Allenatore
- Patri - Vice allenatore
- Sergio Mora Sánchez - Vice allenatore
- Santos Ramírez Gomez - Collaboratore tecnico
- Javier Vidal - Preparatore atletico
- César Gimilio - Preparatore atletico
- Omar Harrak - Preparatore dei portieri
- Ana De la Torre - Medico sociale
- Christopher Oyola - Medico sociale
- Javi Beloqui Blanco - Fisioterapista
- Fermin Valera - Fisioterapista
- Braulio Alcántara - Fisioterapista
- Enrique Muñoz - Fisioterapista
- Álvaro García - Fisioterapista
- Luis Peñálver - Fisioterapista
- Sergio Jiménez Rubio - Terapista della riabilitazione
- Francisco Escobar Ruiz - Podologo

## Rosa
Aggiornata al 19 gennaio 2021.
| N. |                     | Ruolo | Calciatore           |
| -- | ------------------- | ----- | -------------------- |
| 1  | Spagna (bandiera)   | P     | Rubén Yáñez          |
| 2  | Togo (bandiera)     | D     | Djené                |
| 3  | Uruguay (bandiera)  | D     | Erick Cabaco         |
| 4  | Spagna (bandiera)   | D     | Xabier Etxeita       |
| 5  | Giappone (bandiera) | A     | Takefusa Kubo        |
| 6  | Spagna (bandiera)   | D     | Chema                |
| 7  | Spagna (bandiera)   | A     | Jaime Mata           |
| 8  | Spagna (bandiera)   | C     | Francisco Portillo   |
| 9  | Spagna (bandiera)   | A     | Ángel Rodríguez Díaz |
| 10 | Turchia (bandiera)  | A     | Enes Ünal            |
| 11 | Spagna (bandiera)   | C     | Carles Aleñá         |
| 12 | Camerun (bandiera)  | D     | Allan Nyom           |
| 13 | Spagna (bandiera)   | P     | David Soria          |
| 14 | Croazia (bandiera)  | C     | Ante Palaversa       |
| 15 | Spagna (bandiera)   | D     | Marc Cucurella       |
| 17 | Uruguay (bandiera)  | D     | Mathías Olivera      |

| N. |                     | Ruolo | Calciatore         |
| -- | ------------------- | ----- | ------------------ |
| 18 | Uruguay (bandiera)  | C     | Mauro Arambarri    |
| 19 | Spagna (bandiera)   | A     | Darío Poveda       |
| 20 | Serbia (bandiera)   | C     | Nemanja Maksimović |
| 21 | Marocco (bandiera)  | D     | Sofian Chakla      |
| 22 | Uruguay (bandiera)  | D     | Damián Suárez      |
| 23 | Colombia (bandiera) | A     | Cucho Hernández    |
| 24 | Spagna (bandiera)   | C     | David Timor        |
| 26 | Spagna (bandiera)   | A     | Víctor Mollejo     |
| 28 | Spagna (bandiera)   | D     | David Alba         |
| 29 | Spagna (bandiera)   | D     | Juan Iglesias      |
| 32 | Spagna (bandiera)   | D     | Josete Miranda     |
| 35 | Ghana (bandiera)    | C     | Sabit Abdulai      |
| 37 | Irlanda (bandiera)  | D     | Ryan Nolan         |
| 38 | Spagna (bandiera)   | A     | John Patrick       |
| 39 | Senegal (bandiera)  | A     | Mamor Niang        |
| 40 | Ghana (bandiera)    | D     | Koffi              |

## Calciomercato

### Sessione estiva
| Acquisti         | Acquisti            | Acquisti          | Acquisti                    |
| R.               | Nome                | da                | Modalità                    |
| ---------------- | ------------------- | ----------------- | --------------------------- |
| D                | Marc Cucurella      | Barcellona        | definitivo (11,8 milioni €) |
| A                | Enes Ünal           | Villarreal        | definitivo (9 milioni €)    |
| A                | Cucho Hernández     | Watford           | prestito                    |
| A                | Abdoulay Diaby      | Sporting Lisbona  | prestito                    |
| A                | Víctor Mollejo      | Atlético Madrid   | prestito                    |
| C                | Ante Palaversa      | Manchester City   | prestito                    |
| A                | Darío Poveda        | Atlético Madrid B | prestito                    |
| Altre operazioni |                     |                   |                             |
| R.               | Nome                | da                | Modalità                    |
| A                | José Carlos Lazo    | Almería           | fine prestito               |
| A                | Enric Gallego       | Osasuna           | fine prestito               |
| D                | Ignasi Miquel       | Girona            | fine prestito               |
| A                | Iván Alejo          | Cadice            | fine prestito               |
| D                | Raúl García Carnero | Real Valladolid   | fine prestito               |
| A                | Jack Harper         | Alcorcón          | fine prestito               |
| A                | Merveil Ndockyt     | Osijek            | fine prestito               |
| A                | Álvaro Jiménez      | Albacete          | fine prestito               |
| P                | Rubén Yáñez         | Huesca            | fine prestito               |

| Cessioni         | Cessioni            | Cessioni         | Cessioni                 |
| R.               | Nome                | da               | Modalità                 |
| ---------------- | ------------------- | ---------------- | ------------------------ |
| A                | José Carlos Lazo    | Almería          | definitivo (4 milioni €) |
| A                | Enric Gallego       | Osasuna          | definitivo (3 milioni €) |
| D                | Ignasi Miquel       | Leganés          | prestito                 |
| A                | Iván Alejo          | Cadice           | definitivo (2 milioni €) |
| A                | Merveil Ndockyt     | Osijek           | definitivo (550 mila €)  |
| A                | Álvaro Jiménez      | Albacete         | n.d.                     |
| D                | Ignasi Miquel       | Girona           | prestito                 |
| A                | Jack Harper         | FC Cartagena     | prestito                 |
| D                | Raúl García Carnero | Real Valladolid  | definitivo (200 mila €)  |
| A                | Hugo Duro           | Real M. Castilla | prestito                 |
| A                | Amath Ndiaye        | Maiorca          | prestito                 |
| C                | Fayçal Fajr         | Sivasspor        | n.d.                     |
| D                | Antunes             | Sporting Lisbona | gratuito                 |
| A                | Jorge Molina        | Granada          | gratuito                 |
| P                | Filip Manojlović    | San Sebastián    | gratuito                 |
| Altre operazioni |                     |                  |                          |
| R.               | Nome                | da               | Modalità                 |
| D                | Marc Cucurella      | Barcellona       | fine prestito            |
| A                | Kenedy              | Chelsea          | fine prestito            |
| A                | Deyverson           | Palmeiras        | fine prestito            |
| A                | Oghenekaro Etebo    | Stoke City       | fine prestito            |
| A                | Jason               | Valencia         | fine prestito            |

### Sessione invernale
| Acquisti | Acquisti        | Acquisti     | Acquisti                  |
| R.       | Nome            | da           | Modalità                  |
| -------- | --------------- | ------------ | ------------------------- |
| A        | Takefusa Kubo   | Real Madrid  | prestito (1,25 milioni €) |
| C        | Carles Aleñá    | Barcellona   | prestito                  |
| D        | Soufiane Chakla | Villarreal   | prestito                  |
| A        | Jack Harper     | FC Cartagena | fine prestito             |

| Cessioni | Cessioni           | Cessioni         | Cessioni      |
| R.       | Nome               | da               | Modalità      |
| -------- | ------------------ | ---------------- | ------------- |
| P        | Leandro Chichizola | FC Cartagena     | gratuito      |
| A        | Jack Harper        | Villarreal B     | fine prestito |
| A        | Víctor Mollejo     | Atlético Madrid  | fine prestito |
| C        | Ante Palaversa     | Manchester City  | fine prestito |
| A        | Abdoulay Diaby     | Sporting Lisbona | fine prestito |